# 2011-es női kézilabda-világbajnokság
A 2011-es női kézilabda-világbajnokságot 2011. december 2. és december 18. között Brazíliában rendezték. Ez volt a 20. női kézilabda-vb. A világbajnokságon 24 csapat vett részt. Női kézilabda-világbajnokságra Európán kívül harmadszor került sor, korábban 1990-ben Dél-Korea, 2009-ben Kína rendezett Európán kívüli világbajnokságot, valamint ez volt az első olyan vb, amelyet nem Európában vagy Ázsiában rendeztek.
A világbajnokság győztese kijutott a 2012-es londoni olimpiára. A 2–7. helyezettek olimpiai selejtezőt játszhatnak. Mivel a győztes Norvégia a 2010-es Európa-bajnokság győztese is, ezért Svédország, az Eb ezüstérmeseként szintén kijutott az olimpiára.

## Résztvevők
A világbajnokságon az alábbi 24 csapat vesz részt:
| Európa (12 résztvevő) | Európa (12 résztvevő)                      |
| --------------------- | ------------------------------------------ |
| Oroszország           | Címvédő                                    |
| Norvégia              | A 2010-es Európa-bajnokságról jutottak ki. |
| Svédország            | A 2010-es Európa-bajnokságról jutottak ki. |
| Románia               | A 2010-es Európa-bajnokságról jutottak ki. |
| Dánia                 | Az európai selejtezőből jutottak ki.       |
| Franciaország         | Az európai selejtezőből jutottak ki.       |
| Hollandia             | Az európai selejtezőből jutottak ki.       |
| Horvátország          | Az európai selejtezőből jutottak ki.       |
| Izland                | Az európai selejtezőből jutottak ki.       |
| Montenegró            | Az európai selejtezőből jutottak ki.       |
| Németország           | Az európai selejtezőből jutottak ki.       |
| Spanyolország         | Az európai selejtezőből jutottak ki.       |

| Ázsia (4 résztvevő)   | Ázsia (4 résztvevő)                          |
| --------------------- | -------------------------------------------- |
| Kína                  | Az ázsiai kontinensviadalról jutottak ki.    |
| Dél-Korea             | Az ázsiai kontinensviadalról jutottak ki.    |
| Japán                 | Az ázsiai kontinensviadalról jutottak ki.    |
| Kazahsztán            | Az ázsiai kontinensviadalról jutottak ki.    |
| Amerika (4 résztvevő) |                                              |
| Brazília              | Rendező                                      |
| Argentína             | Az amerikai kontinensbajnokságról jutnak ki. |
| Kuba                  | Az amerikai kontinensbajnokságról jutnak ki. |
| Uruguay               | Az amerikai kontinensbajnokságról jutnak ki. |
| Afrika (3 résztvevő)  |                                              |
| Angola                | Az Afrika-bajnokságról jutottak ki.          |
| Tunézia               | Az Afrika-bajnokságról jutottak ki.          |
| Elefántcsontpart      | Az Afrika-bajnokságról jutottak ki.          |
| Óceánia (1 résztvevő) |                                              |
| Ausztrália            | Az Óceánia-bajnokságról jutott ki.           |

Európai selejtezők
Az európai selejtezők sorsolását 2010. december 19-én tartották. Az első mérkőzéseket 2011. június 4-én és 5-én, a második mérkőzéseket június 11-én és 12-én játszották.
| 1. csapat     | Össz. | 2. csapat    | 1. mérk. | 2. mérk. |
| ------------- | ----- | ------------ | -------- | -------- |
| Csehország    | 52–75 | Montenegró   | 26–42    | 26–33    |
| Hollandia     | 78–34 | Törökország  | 40–28    | 38–34    |
| Spanyolország | 58–46 | Macedónia    | 37–22    | 21–24    |
| Franciaország | 56–39 | Szlovénia    | 28–19    | 28–20    |
| Horvátország  | 66–56 | Szerbia      | 36–25    | 30–31    |
| Izland        | 61–42 | Ukrajna      | 37–18    | 24–24    |
| Németország   | 53–46 | Magyarország | 26–24    | 27–22    |
| Lengyelország | 35–47 | Dánia        | 16–23    | 19–24    |

## Sorsolás
A csapatok kiemelését 2011. június 24-én tették közé. A világbajnokság csoportbeosztását 2011. július 2-án sorsolták.
| 1. kalap                                      | 2. kalap                                        | 3. kalap                                     | 4. kalap                                      | 5. kalap                                       | 6. kalap                              |
| --------------------------------------------- | ----------------------------------------------- | -------------------------------------------- | --------------------------------------------- | ---------------------------------------------- | ------------------------------------- |
| Oroszország · Norvégia · Svédország · Románia | Dánia · Kazahsztán · Franciaország · Montenegró | Hollandia · Horvátország · Brazília · Angola | Dél-Korea · Németország · Tunézia · Argentína | Kína · Spanyolország · Elefántcsontpart · Kuba | Japán · Izland · Uruguay · Ausztrália |

## Lebonyolítás
A 24 csapatot négy darab, egyenként hat csapatból álló csoportba sorsolták. A csoportokból az első négy helyezett jutott tovább a nyolcaddöntőbe. A nyolcaddöntőtől egyenes kieséses rendszerben folytatódott a torna.
A csoportkör ötödik helyezettjei a 17–20., a hatodik helyezettek a 21–24. helyért játszhattak.

## Eredmények

### Csoportkör
| Jelmagyarázat                                                  |
| -------------------------------------------------------------- |
| A csoportok első négy helyezettje bejutott a nyolcaddöntőbe.   |
| A csoportok ötödik helyezettjei a 17–20. helyért játszhattak.  |
| A csoportok hatodik helyezettjei a 21–24. helyért játszhattak. |

#### A csoport
| Csapat      | M | Gy | D | V | G+  | G–  | Gk  | P |
| ----------- | - | -- | - | - | --- | --- | --- | - |
| Norvégia    | 5 | 4  | 0 | 1 | 152 | 108 | +44 | 8 |
| Angola      | 5 | 3  | 0 | 2 | 129 | 129 | 0   | 6 |
| Montenegró  | 5 | 3  | 0 | 2 | 143 | 115 | +28 | 6 |
| Izland      | 5 | 3  | 0 | 2 | 109 | 112 | –3  | 6 |
| Németország | 5 | 2  | 0 | 3 | 120 | 126 | –6  | 4 |
| Kína        | 5 | 0  | 0 | 5 | 98  | 161 | –63 | 0 |

| 2011. december 3. 15.00 | Montenegró           | 21–22       | Izland        | Santos Játékvezetők: Menezes, Pinto (brazilok) |
| 2011. december 3. 15.00 | Popović, Bulatović 6 | (10–11)     | Knútsdóttir 6 | Santos Játékvezetők: Menezes, Pinto (brazilok) |
| 2011. december 3. 15.00 | 6× 3×                | Jegyzőkönyv | 1× 4× 1×      | Santos Játékvezetők: Menezes, Pinto (brazilok) |

| 2011. december 3. 17.15 | Norvégia  | 28–31       | Németország | Santos Nézőszám: 1200 Játékvezetők: Gubisa, Milosevic (horvátok) |
| 2011. december 3. 17.15 | Sulland 6 | (14–13)     | Mietzner 8  | Santos Nézőszám: 1200 Játékvezetők: Gubisa, Milosevic (horvátok) |
| 2011. december 3. 17.15 | 1×        | Jegyzőkönyv | 2× 3×       | Santos Nézőszám: 1200 Játékvezetők: Gubisa, Milosevic (horvátok) |

| 2011. december 3. 19.30 | Angola         | 30–29       | Kína   | Santos Nézőszám: 200 Játékvezetők: Johansson, Kliko (svédek) |
| 2011. december 3. 19.30 | négy játékos 5 | (10–12)     | Csao 6 | Santos Nézőszám: 200 Játékvezetők: Johansson, Kliko (svédek) |
| 2011. december 3. 19.30 | 2× 2×          | Jegyzőkönyv | 3× 3×  | Santos Nézőszám: 200 Játékvezetők: Johansson, Kliko (svédek) |

| 2011. december 4. 14.30 | Németország | 24–25       | Montenegró  | Santos Nézőszám: 400 Játékvezetők: Johansson, Kliko (svédek) |
| 2011. december 4. 14.30 | Mietzner 8  | (10–12)     | Bulatović 8 | Santos Nézőszám: 400 Játékvezetők: Johansson, Kliko (svédek) |
| 2011. december 4. 14.30 | 3× 3×       | Jegyzőkönyv | 2× 3×       | Santos Nézőszám: 400 Játékvezetők: Johansson, Kliko (svédek) |

| 2011. december 4. 17.15 | Kína  | 16–43       | Norvégia | Santos Nézőszám: 1000 Játékvezetők: Bonaventura, Bonaventura (franciák) |
| 2011. december 4. 17.15 | Lan 7 | (7–20)      | Løke 7   | Santos Nézőszám: 1000 Játékvezetők: Bonaventura, Bonaventura (franciák) |
| 2011. december 4. 17.15 | 5× 3× | Jegyzőkönyv | 3×       | Santos Nézőszám: 1000 Játékvezetők: Bonaventura, Bonaventura (franciák) |

| 2011. december 4. 19.30 | Izland           | 24–28       | Angola  | Santos Nézőszám: 450 Játékvezetők: Gubica, Milošević (horvátok) |
| 2011. december 4. 19.30 | Sigurðardóttir 7 | (12–15)     | Kiala 6 | Santos Nézőszám: 450 Játékvezetők: Gubica, Milošević (horvátok) |
| 2011. december 4. 19.30 | 3× 3×            | Jegyzőkönyv | 4× 2×   | Santos Nézőszám: 450 Játékvezetők: Gubica, Milošević (horvátok) |

| 2011. december 6. 15.00 | Montenegró | 28–26       | Angola  | Santos Nézőszám: 350 Játékvezetők: Bonaventura, Bonaventura (franciák) |
| 2011. december 6. 15.00 | Popović 6  | (14– 13)    | Kiala 7 | Santos Nézőszám: 350 Játékvezetők: Bonaventura, Bonaventura (franciák) |
| 2011. december 6. 15.00 | 2× 3×      | Jegyzőkönyv | 3× 2×   | Santos Nézőszám: 350 Játékvezetők: Bonaventura, Bonaventura (franciák) |

| 2011. december 6. 17.15 | Norvégia  | 27–14       | Izland           | Santos Nézőszám: 700 Játékvezetők: Kliko, Johansson (svédek) |
| 2011. december 6. 17.15 | Sulland 6 | (14–7)      | Sigurðardóttir 5 | Santos Nézőszám: 700 Játékvezetők: Kliko, Johansson (svédek) |
| 2011. december 6. 17.15 | 4× 3×     | Jegyzőkönyv | 5× 3×            | Santos Nézőszám: 700 Játékvezetők: Kliko, Johansson (svédek) |

| 2011. december 6. 19.30 | Németország          | 23–22       | Kína  | Santos Nézőszám: 400 Játékvezetők: Menezes, Pinto (brazilok) |
| 2011. december 6. 19.30 | Mietzner, Langkeit 4 | (7–12)      | Li 5  | Santos Nézőszám: 400 Játékvezetők: Menezes, Pinto (brazilok) |
| 2011. december 6. 19.30 | 6× 3×                | Jegyzőkönyv | 5× 3× | Santos Nézőszám: 400 Játékvezetők: Menezes, Pinto (brazilok) |

| 2011. december 7. 15.00 | Montenegró  | 42–15       | Kína  | Santos Nézőszám: 200 Játékvezetők: Gubica, Milošević (horvátok) |
| 2011. december 7. 15.00 | Radičević 9 | (19–7)      | Lan   | Santos Nézőszám: 200 Játékvezetők: Gubica, Milošević (horvátok) |
| 2011. december 7. 15.00 | 2× 3×       | Jegyzőkönyv | 4× 3× | Santos Nézőszám: 200 Játékvezetők: Gubica, Milošević (horvátok) |

| 2011. december 7. 17.15 | Angola   | 20–26       | Norvégia   | Santos Nézőszám: 800 Játékvezetők: Menezes, Pinto (brazilok) |
| 2011. december 7. 17.15 | Kiala 7  | (10–16)     | Sulland 10 | Santos Nézőszám: 800 Játékvezetők: Menezes, Pinto (brazilok) |
| 2011. december 7. 17.15 | 5× 3× 2× | Jegyzőkönyv | 6× 3×      | Santos Nézőszám: 800 Játékvezetők: Menezes, Pinto (brazilok) |

| 2011. december 7. 19.30 | Izland        | 26–20       | Németország | Santos Nézőszám: 500 Játékvezetők: Bonaventura, Bonaventura (franciák) |
| 2011. december 7. 19.30 | Knútsdóttir 9 | (13–12)     | Mietzner 8  | Santos Nézőszám: 500 Játékvezetők: Bonaventura, Bonaventura (franciák) |
| 2011. december 7. 19.30 | 5× 3×         | Jegyzőkönyv | 5× 3×       | Santos Nézőszám: 500 Játékvezetők: Bonaventura, Bonaventura (franciák) |

| 2011. december 9. 15.00 | Angola  | 25–22       | Németország | Santos Nézőszám: 500 Játékvezetők: Gubica, Milošević (horvátok) |
| 2011. december 9. 15.00 | Kiala 8 | (14–10)     | Mellbeck 7  | Santos Nézőszám: 500 Játékvezetők: Gubica, Milošević (horvátok) |
| 2011. december 9. 15.00 | 3× 2×   | Jegyzőkönyv | 6× 2×       | Santos Nézőszám: 500 Játékvezetők: Gubica, Milošević (horvátok) |

| 2011. december 9. 17.15 | Norvégia  | 28–27       | Montenegró           | Santos Nézőszám: 800 Játékvezetők: Bonaventura, Bonaventura (franciák) |
| 2011. december 9. 17.15 | Sulland 9 | (15–11)     | Popović, Bulatović 7 | Santos Nézőszám: 800 Játékvezetők: Bonaventura, Bonaventura (franciák) |
| 2011. december 9. 17.15 | 4× 3×     | Jegyzőkönyv | 10× 3×               | Santos Nézőszám: 800 Játékvezetők: Bonaventura, Bonaventura (franciák) |

| 2011. december 9. 19.30 | Kína  | 16–23       | Izland        | Santos Játékvezetők: Kliko, Johansson (svédek) |
| 2011. december 9. 19.30 | Vu 5  | (9–12)      | Skúladóttir 8 | Santos Játékvezetők: Kliko, Johansson (svédek) |
| 2011. december 9. 19.30 | 5× 4× | Jegyzőkönyv | 6× 4×         | Santos Játékvezetők: Kliko, Johansson (svédek) |

#### B csoport
| Csapat        | M | Gy | D | V | G+  | G–  | Gk   | P  |
| ------------- | - | -- | - | - | --- | --- | ---- | -- |
| Oroszország   | 5 | 5  | 0 | 0 | 181 | 99  | +82  | 10 |
| Spanyolország | 5 | 4  | 0 | 1 | 151 | 108 | +43  | 8  |
| Dél-Korea     | 5 | 3  | 0 | 2 | 164 | 124 | +40  | 6  |
| Hollandia     | 5 | 2  | 0 | 3 | 164 | 142 | +22  | 4  |
| Kazahsztán    | 5 | 1  | 0 | 4 | 114 | 133 | –19  | 2  |
| Ausztrália    | 5 | 0  | 0 | 5 | 52  | 219 | –167 | 0  |

| 2011. december 3. 15.45 | Kazahsztán  | 37–9        | Ausztrália      | Barueri Nézőszám: 200 Játékvezetők: Abid, Chaouch (tunéziaiak) |
| 2011. december 3. 15.45 | Volnuhina 7 | (20–6)      | Hudson-Gofers 3 | Barueri Nézőszám: 200 Játékvezetők: Abid, Chaouch (tunéziaiak) |
| 2011. december 3. 15.45 | 4× 3×       | Jegyzőkönyv | 4× 2×           | Barueri Nézőszám: 200 Játékvezetők: Abid, Chaouch (tunéziaiak) |

| 2011. december 3. 18.00 | Oroszország         | 39–24       | Dél-Korea  | Barueri Nézőszám: 300 Játékvezetők: Gjeding, Hansen (dánok) |
| 2011. december 3. 18.00 | Bliznova, Hmirova 6 | (19–13)     | U Szonhi 7 | Barueri Nézőszám: 300 Játékvezetők: Gjeding, Hansen (dánok) |
| 2011. december 3. 18.00 | 4× 3×               | Jegyzőkönyv | 2× 2×      | Barueri Nézőszám: 300 Játékvezetők: Gjeding, Hansen (dánok) |

| 2011. december 3. 20.15 | Hollandia        | 27–34       | Spanyolország             | Barueri Nézőszám: 300 Játékvezetők: Coulibaly, Diabate (elefántcsontpartiak) |
| 2011. december 3. 20.15 | van der Wissel 6 | (15–18)     | Aguilar, Martin, Mangué 6 | Barueri Nézőszám: 300 Játékvezetők: Coulibaly, Diabate (elefántcsontpartiak) |
| 2011. december 3. 20.15 | 6× 3×            | Jegyzőkönyv | 5× 3×                     | Barueri Nézőszám: 300 Játékvezetők: Coulibaly, Diabate (elefántcsontpartiak) |

| 2011. december 4. 15.45 | Dél-Korea       | 31–19  | Kazahsztán   | Barueri Nézőszám: 300 Játékvezetők: Coulibaly, Diabate (elefántcsontpartiak) |
| 2011. december 4. 15.45 | három játékos 4 | (16–4) | Nedopekina 5 | Barueri Nézőszám: 300 Játékvezetők: Coulibaly, Diabate (elefántcsontpartiak) |
| 2011. december 4. 15.45 | Jegyzőkönyv     |        |              | Barueri Nézőszám: 300 Játékvezetők: Coulibaly, Diabate (elefántcsontpartiak) |

| 2011. december 4. 18.00 | Spanyolország | 22–28       | Oroszország | Barueri Nézőszám: 300 Játékvezetők: Marina, Minore (argentinok) |
| 2011. december 4. 18.00 | Martin 5      | (9–14)      | Levina 7    | Barueri Nézőszám: 300 Játékvezetők: Marina, Minore (argentinok) |
| 2011. december 4. 18.00 | 5× 4×         | Jegyzőkönyv | 5× 2×       | Barueri Nézőszám: 300 Játékvezetők: Marina, Minore (argentinok) |

| 2011. december 4. 20.15 | Ausztrália | 15–53       | Hollandia | Barueri Nézőszám: 300 Játékvezetők: Gjeding, Hansen (dánok) |
| 2011. december 4. 20.15 | Fletcher 4 | (6–27)      | Polman 11 | Barueri Nézőszám: 300 Játékvezetők: Gjeding, Hansen (dánok) |
| 2011. december 4. 20.15 | 4× 2× 1×   | Jegyzőkönyv | 2× 2×     | Barueri Nézőszám: 300 Játékvezetők: Gjeding, Hansen (dánok) |

| 2011. december 6. 15.45 | Oroszország | 45–8        | Ausztrália | Barueri Nézőszám: 500 Játékvezetők: Coulibaly, Diabate (elefántcsontpartiak) |
| 2011. december 6. 15.45 | Bliznova 8  | (21–4)      | Cook 2     | Barueri Nézőszám: 500 Játékvezetők: Coulibaly, Diabate (elefántcsontpartiak) |
| 2011. december 6. 15.45 | 2× 3×       | Jegyzőkönyv | 2× 2×      | Barueri Nézőszám: 500 Játékvezetők: Coulibaly, Diabate (elefántcsontpartiak) |

| 2011. december 6. 18.00 | Kazahsztán     | 20–32       | Hollandia | Barueri Nézőszám: 200 Játékvezetők: Marina, Minore (argentinok) |
| 2011. december 6. 18.00 | Baranovskaya 6 | (8–18)      | Abbingh 7 | Barueri Nézőszám: 200 Játékvezetők: Marina, Minore (argentinok) |
| 2011. december 6. 18.00 | 6× 4× 1×       | Jegyzőkönyv | 5× 3×     | Barueri Nézőszám: 200 Játékvezetők: Marina, Minore (argentinok) |

| 2011. december 6. 20.15 | Dél-Korea       | 26–29       | Spanyolország | Barueri Nézőszám: 200 Játékvezetők: Gjeding, Hansen (dánok) |
| 2011. december 6. 20.15 | Cshö Imdzsong 8 | (12–13)     | Mangué 6      | Barueri Nézőszám: 200 Játékvezetők: Gjeding, Hansen (dánok) |
| 2011. december 6. 20.15 | 2× 1×           | Jegyzőkönyv | 4× 3×         | Barueri Nézőszám: 200 Játékvezetők: Gjeding, Hansen (dánok) |

| 2011. december 7. 15.45 | Hollandia        | 26–35       | Oroszország  | Barueri Nézőszám: 400 Játékvezetők: Gjeding, Hansen (dánok) |
| 2011. december 7. 15.45 | van der Wissel 7 | (10–18)     | Bodnyijeva 7 | Barueri Nézőszám: 400 Játékvezetők: Gjeding, Hansen (dánok) |
| 2011. december 7. 15.45 | 6× 2×            | Jegyzőkönyv | 3× 3×        | Barueri Nézőszám: 400 Játékvezetők: Gjeding, Hansen (dánok) |

| 2011. december 7. 18.00 | Kazahsztán  | 18–27       | Spanyolország | Barueri Nézőszám: 450 Játékvezetők: Coulibaly, Diabate (elefántcsontpartiak) |
| 2011. december 7. 18.00 | Volnuhina 6 | (8–11)      | Alonso 6      | Barueri Nézőszám: 450 Játékvezetők: Coulibaly, Diabate (elefántcsontpartiak) |
| 2011. december 7. 18.00 | 5× 1×       | Jegyzőkönyv | 1× 3×         | Barueri Nézőszám: 450 Játékvezetők: Coulibaly, Diabate (elefántcsontpartiak) |

| 2011. december 7. 20.15 | Ausztrália | 11–45       | Dél-Korea       | Barueri Nézőszám: 200 Játékvezetők: Abid, Chaouch (tunéziaiak) |
| 2011. december 7. 20.15 | Cook 5     | (3–24)      | Jun Hjongjong 7 | Barueri Nézőszám: 200 Játékvezetők: Abid, Chaouch (tunéziaiak) |
| 2011. december 7. 20.15 | 4× 3×      | Jegyzőkönyv | 1× 3×           | Barueri Nézőszám: 200 Játékvezetők: Abid, Chaouch (tunéziaiak) |

| 2011. december 9. 15.45 | Spanyolország | 39–9        | Ausztrália      | Barueri Nézőszám: 300 Játékvezetők: Coulibaly, Diabate (elefántcsontpartiak) |
| 2011. december 9. 15.45 | Alonso 7      | (18–5)      | három játékos 3 | Barueri Nézőszám: 300 Játékvezetők: Coulibaly, Diabate (elefántcsontpartiak) |
| 2011. december 9. 15.45 | 3×            | Jegyzőkönyv | 5× 2×           | Barueri Nézőszám: 300 Játékvezetők: Coulibaly, Diabate (elefántcsontpartiak) |

| 2011. december 9. 18.00 | Hollandia | 26–38       | Dél-Korea                    | Barueri Nézőszám: 300 Játékvezetők: Marina, Minore (argentinok) |
| 2011. december 9. 18.00 | Abbingh 4 | (10–18)     | Kim Cshajon, Cshö Imdzsong 8 | Barueri Nézőszám: 300 Játékvezetők: Marina, Minore (argentinok) |
| 2011. december 9. 18.00 | 3× 4×     | Jegyzőkönyv | 2× 3×                        | Barueri Nézőszám: 300 Játékvezetők: Marina, Minore (argentinok) |

| 2011. december 9. 20.15 | Oroszország | 34–19       | Kazahsztán  | Barueri Nézőszám: 200 Játékvezetők: Abid, Chaouch (tunéziaiak) |
| 2011. december 9. 20.15 | Turej 7     | (13–13)     | Volnuhina 6 | Barueri Nézőszám: 200 Játékvezetők: Abid, Chaouch (tunéziaiak) |
| 2011. december 9. 20.15 | 6× 4×       | Jegyzőkönyv | 10× 2×      | Barueri Nézőszám: 200 Játékvezetők: Abid, Chaouch (tunéziaiak) |

#### C csoport
| Csapat        | M | Gy | D | V | G+  | G–  | Gk  | P  |
| ------------- | - | -- | - | - | --- | --- | --- | -- |
| Brazília      | 5 | 5  | 0 | 0 | 162 | 128 | +34 | 10 |
| Franciaország | 5 | 4  | 0 | 1 | 165 | 103 | +62 | 8  |
| Románia       | 5 | 2  | 1 | 2 | 139 | 155 | –16 | 5  |
| Japán         | 5 | 2  | 1 | 2 | 138 | 156 | –18 | 5  |
| Tunézia       | 5 | 1  | 0 | 4 | 141 | 150 | –9  | 2  |
| Kuba          | 5 | 0  | 0 | 5 | 119 | 172 | –53 | 0  |

| 2011. december 2. 21.00 | Brazília   | 37–21       | Kuba      | São Paulo Nézőszám: 3 000 Játékvezetők: Arntsen, Gullaksen (norvégok) |
| 2011. december 2. 21.00 | da Silva 8 | (17–11)     | Ramírez 9 | São Paulo Nézőszám: 3 000 Játékvezetők: Arntsen, Gullaksen (norvégok) |
| 2011. december 2. 21.00 | 3× 2×      | Jegyzőkönyv | 4× 3×     | São Paulo Nézőszám: 3 000 Játékvezetők: Arntsen, Gullaksen (norvégok) |

| 2011. december 3. 15.00 | Románia | 30–28       | Tunézia         | São Paulo Nézőszám: 500 Játékvezetők: Al Suwaidi, Bamatraf (katariak) |
| 2011. december 3. 15.00 | Fiera 8 | (14–15)     | Három játékos 5 | São Paulo Nézőszám: 500 Játékvezetők: Al Suwaidi, Bamatraf (katariak) |
| 2011. december 3. 15.00 | 4× 3×   | Jegyzőkönyv | 1× 3×           | São Paulo Nézőszám: 500 Játékvezetők: Al Suwaidi, Bamatraf (katariak) |

| 2011. december 3. 17.15 | Franciaország | 41–22       | Japán     | São Paulo Nézőszám: 500 Játékvezetők: Cohen, Peretz (izraeliek) |
| 2011. december 3. 17.15 | Ayglon 6      | (18–13)     | Fudzsii 6 | São Paulo Nézőszám: 500 Játékvezetők: Cohen, Peretz (izraeliek) |
| 2011. december 3. 17.15 | 2×            | Jegyzőkönyv | 1× 2×     | São Paulo Nézőszám: 500 Játékvezetők: Cohen, Peretz (izraeliek) |

| 2011. december 5. 15.00 | Kuba     | 27–33       | Románia        | São Paulo Nézőszám: 300 Játékvezetők: Liu, Liu (kínaiak) |
| 2011. december 5. 15.00 | Lusson 8 | (14–20)     | négy játékos 5 | São Paulo Nézőszám: 300 Játékvezetők: Liu, Liu (kínaiak) |
| 2011. december 5. 15.00 | 2× 2×    | Jegyzőkönyv | 2× 3×          | São Paulo Nézőszám: 300 Játékvezetők: Liu, Liu (kínaiak) |

| 2011. december 5. 17.15 | Tunézia   | 17–25       | Franciaország | São Paulo Nézőszám: 500 Játékvezetők: García, Marin (spanyolok) |
| 2011. december 5. 17.15 | Chebbah 6 | (9–12)      | Deroin 6      | São Paulo Nézőszám: 500 Játékvezetők: García, Marin (spanyolok) |
| 2011. december 5. 17.15 | 4× 3×     | Jegyzőkönyv | 4× 3×         | São Paulo Nézőszám: 500 Játékvezetők: García, Marin (spanyolok) |

| 2011. december 5. 19.45 | Japán       | 24–32       | Brazília        | São Paulo Nézőszám: 1500 Játékvezetők: Gatelis, Mazeika (litvánok) |
| 2011. december 5. 19.45 | Kamimacsi 7 | (12–16)     | do Nascimento 7 | São Paulo Nézőszám: 1500 Játékvezetők: Gatelis, Mazeika (litvánok) |
| 2011. december 5. 19.45 | 4× 2×       | Jegyzőkönyv | 5× 3×           | São Paulo Nézőszám: 1500 Játékvezetők: Gatelis, Mazeika (litvánok) |

| 2011. december 6. 15.00 | Tunézia    | 32–29       | Kuba    | São Paulo Nézőszám: 200 Játékvezetők: Arntsen, Gullaksen (norvégok) |
| 2011. december 6. 15.00 | Khouildi 8 | (18–11)     | Gómez 9 | São Paulo Nézőszám: 200 Játékvezetők: Arntsen, Gullaksen (norvégok) |
| 2011. december 6. 15.00 | 8× 2×      | Jegyzőkönyv | 5× 2×   | São Paulo Nézőszám: 200 Játékvezetők: Arntsen, Gullaksen (norvégok) |

| 2011. december 6. 17.15 | Románia         | 28–28       | Japán      | São Paulo Nézőszám: 600 Játékvezetők: García, Marin (spanyolok) |
| 2011. december 6. 17.15 | Ardean-Elisei 9 | (13–12)     | Fudzsii 11 | São Paulo Nézőszám: 600 Játékvezetők: García, Marin (spanyolok) |
| 2011. december 6. 17.15 | 7× 3×           | Jegyzőkönyv | 4× 3×      | São Paulo Nézőszám: 600 Játékvezetők: García, Marin (spanyolok) |

| 2011. december 6. 19.45 | Franciaország | 22–26       | Brazília    | São Paulo Nézőszám: 3500 Játékvezetők: Al Suwaidi, Bamatraf (katariak) |
| 2011. december 6. 19.45 | Pineau 5      | (17–10)     | Rodrigues 6 | São Paulo Nézőszám: 3500 Játékvezetők: Al Suwaidi, Bamatraf (katariak) |
| 2011. december 6. 19.45 | 1× 3×         | Jegyzőkönyv | 4× 1×       | São Paulo Nézőszám: 3500 Játékvezetők: Al Suwaidi, Bamatraf (katariak) |

| 2011. december 8. 15.00 | Japán      | 32–31       | Tunézia  | São Paulo Nézőszám: 500 Játékvezetők: Gatelis, Mazeika (litvánok) |
| 2011. december 8. 15.00 | Fudzsii 11 | (16–16)     | Toumi 12 | São Paulo Nézőszám: 500 Játékvezetők: Gatelis, Mazeika (litvánok) |
| 2011. december 8. 15.00 | 4× 3×      | Jegyzőkönyv | 7× 3× 1× | São Paulo Nézőszám: 500 Játékvezetők: Gatelis, Mazeika (litvánok) |

| 2011. december 8. 17.15 | Franciaország | 38–18       | Kuba      | São Paulo Nézőszám: 1000 Játékvezetők: Hizaki, Ikebucsi (japánok) |
| 2011. december 8. 17.15 | Spincer 6     | (17–8)      | Ramírez 5 | São Paulo Nézőszám: 1000 Játékvezetők: Hizaki, Ikebucsi (japánok) |
| 2011. december 8. 17.15 | 3×            | Jegyzőkönyv | 6× 2×     | São Paulo Nézőszám: 1000 Játékvezetők: Hizaki, Ikebucsi (japánok) |

| 2011. december 8. 19.45 | Brazília        | 33–28       | Románia           | São Paulo Nézőszám: 3000 Játékvezetők: Cohen, Peretz (izraeliek) |
| 2011. december 8. 19.45 | do Nascimento 8 | (14–11)     | Brădeanu, Curea 5 | São Paulo Nézőszám: 3000 Játékvezetők: Cohen, Peretz (izraeliek) |
| 2011. december 8. 19.45 | 7× 3×           | Jegyzőkönyv | 6× 4×             | São Paulo Nézőszám: 3000 Játékvezetők: Cohen, Peretz (izraeliek) |

| 2011. december 9. 15.00 | Kuba        | 24–32       | Japán        | São Paulo Nézőszám: 200 Játékvezetők: Liu, Liu (kínaiak) |
| 2011. december 9. 15.00 | Fernández 9 | (9–16)      | Kamimacsi 10 | São Paulo Nézőszám: 200 Játékvezetők: Liu, Liu (kínaiak) |
| 2011. december 9. 15.00 | 5× 3×       | Jegyzőkönyv | 1× 3×        | São Paulo Nézőszám: 200 Játékvezetők: Liu, Liu (kínaiak) |

| 2011. december 9. 17.15 | Románia | 20–39       | Franciaország | São Paulo Nézőszám: 600 Játékvezetők: García, Marin (spanyolok) |
| 2011. december 9. 17.15 | Manea 4 | (12–20)     | Baudouin 10   | São Paulo Nézőszám: 600 Játékvezetők: García, Marin (spanyolok) |
| 2011. december 9. 17.15 | 3× 3×   | Jegyzőkönyv | 5× 3×         | São Paulo Nézőszám: 600 Játékvezetők: García, Marin (spanyolok) |

| 2011. december 9. 19.45 | Brazília | 34–33       | Tunézia    | São Paulo Nézőszám: 1500 Játékvezetők: Al Suwaidi, Bamatraf (katariak) |
| 2011. december 9. 19.45 | Moraes 8 | (16–20)     | Marzouk 10 | São Paulo Nézőszám: 1500 Játékvezetők: Al Suwaidi, Bamatraf (katariak) |
| 2011. december 9. 19.45 | 6× 3×    | Jegyzőkönyv | 4× 3×      | São Paulo Nézőszám: 1500 Játékvezetők: Al Suwaidi, Bamatraf (katariak) |

#### D csoport
| Csapat           | M | Gy | D | V | G+  | G–  | Gk  | P  |
| ---------------- | - | -- | - | - | --- | --- | --- | -- |
| Dánia            | 5 | 5  | 0 | 0 | 148 | 78  | +70 | 10 |
| Horvátország     | 5 | 4  | 0 | 1 | 150 | 102 | +48 | 8  |
| Svédország       | 5 | 3  | 0 | 2 | 141 | 97  | +44 | 6  |
| Elefántcsontpart | 5 | 2  | 0 | 3 | 118 | 145 | –27 | 4  |
| Uruguay          | 5 | 1  | 0 | 4 | 82  | 159 | –77 | 2  |
| Argentína        | 5 | 0  | 0 | 5 | 77  | 135 | –58 | 0  |

| 2011. december 3. 13.00 | Svédország          | 37–11       | Argentína | São Bernardo do Campo Játékvezetők: Hizaki, Ikebucsi (japánok) |
| 2011. december 3. 13.00 | Boson, Fogelström 5 | (19–7)      | Mendoza 3 | São Bernardo do Campo Játékvezetők: Hizaki, Ikebucsi (japánok) |
| 2011. december 3. 13.00 | 2× 4×               | Jegyzőkönyv | 3× 2×     | São Bernardo do Campo Játékvezetők: Hizaki, Ikebucsi (japánok) |

| 2011. december 3. 15.15 | Dánia         | 36–10       | Uruguay | São Bernardo do Campo Nézőszám: 400 Játékvezetők: Liu, Liu (kínaiak) |
| 2011. december 3. 15.15 | Kristiansen 7 | (20–6)      | Falco 3 | São Bernardo do Campo Nézőszám: 400 Játékvezetők: Liu, Liu (kínaiak) |
| 2011. december 3. 15.15 | 3× 3×         | Jegyzőkönyv | 2× 3×   | São Bernardo do Campo Nézőszám: 400 Játékvezetők: Liu, Liu (kínaiak) |

| 2011. december 3. 17.30 | Horvátország | 36–20       | Elefántcsontpart | São Bernardo do Campo Nézőszám: 400 Játékvezetők: Gatelis, Mazeika (litvánok) |
| 2011. december 3. 17.30 | Penezić 7    | (20–10)     | Mambo 5          | São Bernardo do Campo Nézőszám: 400 Játékvezetők: Gatelis, Mazeika (litvánok) |
| 2011. december 3. 17.30 | 6× 3×        | Jegyzőkönyv | 3× 2×            | São Bernardo do Campo Nézőszám: 400 Játékvezetők: Gatelis, Mazeika (litvánok) |

| 2011. december 5. 15.15 | Elefántcsontpart | 25–28       | Svédország | São Bernardo do Campo Nézőszám: 500 Játékvezetők: Al Suwaidi, Bamatraf (katariak) |
| 2011. december 5. 15.15 | Mambo 8          | (14–15)     | Gulldén 5  | São Bernardo do Campo Nézőszám: 500 Játékvezetők: Al Suwaidi, Bamatraf (katariak) |
| 2011. december 5. 15.15 | 2× 2×            | Jegyzőkönyv | 2× 3×      | São Bernardo do Campo Nézőszám: 500 Játékvezetők: Al Suwaidi, Bamatraf (katariak) |

| 2011. december 5. 17.45 | Argentína | 13–31       | Dánia         | São Bernardo do Campo Nézőszám: 500 Játékvezetők: Arntsen, Gullaksen (norvégok) |
| 2011. december 5. 17.45 | Salvado 4 | (5–18)      | Kristiansen 6 | São Bernardo do Campo Nézőszám: 500 Játékvezetők: Arntsen, Gullaksen (norvégok) |
| 2011. december 5. 17.45 | 3× 2×     | Jegyzőkönyv | 3× 1×         | São Bernardo do Campo Nézőszám: 500 Játékvezetők: Arntsen, Gullaksen (norvégok) |

| 2011. december 5. 20.00 | Uruguay  | 15–45       | Horvátország | São Bernardo do Campo Nézőszám: 500 Játékvezetők: Hizaki, Ikebucsi (japánok) |
| 2011. december 5. 20.00 | Castro 5 | (9–21)      | Jovetić 6    | São Bernardo do Campo Nézőszám: 500 Játékvezetők: Hizaki, Ikebucsi (japánok) |
| 2011. december 5. 20.00 | 2× 3×    | Jegyzőkönyv | 1×           | São Bernardo do Campo Nézőszám: 500 Játékvezetők: Hizaki, Ikebucsi (japánok) |

| 2011. december 6. 15.15 | Svédország | 31–14       | Uruguay         | São Bernardo do Campo Nézőszám: 400 Játékvezetők: Hizaki, Ikebucsi (japánok) |
| 2011. december 6. 15.15 | Roberts 6  | (13–7)      | három játékos 3 | São Bernardo do Campo Nézőszám: 400 Játékvezetők: Hizaki, Ikebucsi (japánok) |
| 2011. december 6. 15.15 | 4× 2×      | Jegyzőkönyv | 1× 3×           | São Bernardo do Campo Nézőszám: 400 Játékvezetők: Hizaki, Ikebucsi (japánok) |

| 2011. december 6. 17.45 | Dánia      | 23–19       | Horvátország | São Bernardo do Campo Nézőszám: 500 Játékvezetők: Gatelis, Mazeika (litvánok) |
| 2011. december 6. 17.45 | Troelsen 6 | (10–8)      | Penezić 9    | São Bernardo do Campo Nézőszám: 500 Játékvezetők: Gatelis, Mazeika (litvánok) |
| 2011. december 6. 17.45 | 7× 3×      | Jegyzőkönyv | 5× 4×        | São Bernardo do Campo Nézőszám: 500 Játékvezetők: Gatelis, Mazeika (litvánok) |

| 2011. december 6. 20.00 | Argentína          | 19–25       | Elefántcsontpart | São Bernardo do Campo Nézőszám: 500 Játékvezetők: Cohen, Peretz (izraeliek) |
| 2011. december 6. 20.00 | Decilio, Mendoza 5 | (8–14)      | Gondo, Toualy 5  | São Bernardo do Campo Nézőszám: 500 Játékvezetők: Cohen, Peretz (izraeliek) |
| 2011. december 6. 20.00 | 4× 2×              | Jegyzőkönyv | 6× 2×            | São Bernardo do Campo Nézőszám: 500 Játékvezetők: Cohen, Peretz (izraeliek) |

| 2011. december 8. 15.00 | Horvátország | 27–26       | Svédország    | São Bernardo do Campo Nézőszám: 500 Játékvezetők: García, Marin (spanyolok) |
| 2011. december 8. 15.00 | Franić 7     | (14–12)     | Torstenson 10 | São Bernardo do Campo Nézőszám: 500 Játékvezetők: García, Marin (spanyolok) |
| 2011. december 8. 15.00 | 5× 4×        | Jegyzőkönyv | 5× 4×         | São Bernardo do Campo Nézőszám: 500 Játékvezetők: García, Marin (spanyolok) |

| 2011. december 8. 17.15 | Dánia   | 38–17       | Elefántcsontpart    | São Bernardo do Campo Nézőszám: 300 Játékvezetők: Arntsen, Gullaksen (norvégok) |
| 2011. december 8. 17.15 | Bille 8 | (22–7)      | Mambo, Courcelles 3 | São Bernardo do Campo Nézőszám: 300 Játékvezetők: Arntsen, Gullaksen (norvégok) |
| 2011. december 8. 17.15 | 3×      | Jegyzőkönyv | 3× 3×               | São Bernardo do Campo Nézőszám: 300 Játékvezetők: Arntsen, Gullaksen (norvégok) |

| 2011. december 8. 19.30 | Uruguay  | 19–16       | Argentína | São Bernardo do Campo Nézőszám: 200 Játékvezetők: Liu, Liu (kínaiak) |
| 2011. december 8. 19.30 | Castro 6 | (11–11)     | Mendoza 6 | São Bernardo do Campo Nézőszám: 200 Játékvezetők: Liu, Liu (kínaiak) |
| 2011. december 8. 19.30 | 3× 2×    | Jegyzőkönyv | 4× 3×     | São Bernardo do Campo Nézőszám: 200 Játékvezetők: Liu, Liu (kínaiak) |

| 2011. december 9. 15.00 | Elefántcsontpart | 31–24       | Uruguay  | São Bernardo do Campo Nézőszám: 300 Játékvezetők: Hizaki, Ikebucsi (japánok) |
| 2011. december 9. 15.00 | Mambo 9          | (12–12)     | Castro 8 | São Bernardo do Campo Nézőszám: 300 Játékvezetők: Hizaki, Ikebucsi (japánok) |
| 2011. december 9. 15.00 | 2× 3×            | Jegyzőkönyv | 2× 3×    | São Bernardo do Campo Nézőszám: 300 Játékvezetők: Hizaki, Ikebucsi (japánok) |

| 2011. december 9. 17.15 | Svédország | 19–20       | Dánia                 | São Bernardo do Campo Nézőszám: 1500 Játékvezetők: Gatelis, Mazeika (litvánok) |
| 2011. december 9. 17.15 | Ahlm 8     | (8–9)       | Jørgensen, Nørgaard 4 | São Bernardo do Campo Nézőszám: 1500 Játékvezetők: Gatelis, Mazeika (litvánok) |
| 2011. december 9. 17.15 | 4× 3×      | Jegyzőkönyv | 5× 3×                 | São Bernardo do Campo Nézőszám: 1500 Játékvezetők: Gatelis, Mazeika (litvánok) |

| 2011. december 9. 19.30 | Horvátország | 23–18       | Argentína | São Bernardo do Campo Nézőszám: 400 Játékvezetők: Cohen, Peretz (izraeliek) |
| 2011. december 9. 19.30 | Zebić 6      | (9–11)      | Decilio 4 | São Bernardo do Campo Nézőszám: 400 Játékvezetők: Cohen, Peretz (izraeliek) |
| 2011. december 9. 19.30 | 10× 3×       | Jegyzőkönyv | 4× 3×     | São Bernardo do Campo Nézőszám: 400 Játékvezetők: Cohen, Peretz (izraeliek) |

### A 21–24. helyért
| 2011. december 11. 17.15 | Kína   | 45–11       | Ausztrália | São Paulo Nézőszám: 100 Játékvezetők: Hizaki, Ikebucsi (japánok) |
| 2011. december 11. 17.15 | Lan 11 | (22–4)      | Cook 4     | São Paulo Nézőszám: 100 Játékvezetők: Hizaki, Ikebucsi (japánok) |
| 2011. december 11. 17.15 | 2× 2×  | Jegyzőkönyv | 2× 3×      | São Paulo Nézőszám: 100 Játékvezetők: Hizaki, Ikebucsi (japánok) |

| 2011. december 11. 19.30 | Kuba     | 25–20       | Argentína | São Paulo Nézőszám: 100 Játékvezetők: Al Suwaidi, Bamatraf (katariak) |
| 2011. december 11. 19.30 | Lusson 9 | (12–11)     | Mendoza 4 | São Paulo Nézőszám: 100 Játékvezetők: Al Suwaidi, Bamatraf (katariak) |
| 2011. december 11. 19.30 | 11× 2×   | Jegyzőkönyv | 7× 3×     | São Paulo Nézőszám: 100 Játékvezetők: Al Suwaidi, Bamatraf (katariak) |

#### A 23. helyért
| 2011. december 12. 11.45 | Ausztrália      | 12–30       | Argentína | São Bernardo do Campo Nézőszám: 100 Játékvezetők: Liu, Liu (kínaiak) |
| 2011. december 12. 11.45 | Hudson-Gofers 4 | (4–12)      | Ferrea 7  | São Bernardo do Campo Nézőszám: 100 Játékvezetők: Liu, Liu (kínaiak) |
| 2011. december 12. 11.45 | 3× 3×           | Jegyzőkönyv | 1× 3×     | São Bernardo do Campo Nézőszám: 100 Játékvezetők: Liu, Liu (kínaiak) |

#### A 21. helyért
| 2011. december 12. 20.00 | Kína  | 30–29       | Kuba      | São Bernardo do Campo Nézőszám: 200 Játékvezetők: Abid, Chaouch (tunéziaiak) |
| 2011. december 12. 20.00 | Li 8  | (15–13)     | Lusson 10 | São Bernardo do Campo Nézőszám: 200 Játékvezetők: Abid, Chaouch (tunéziaiak) |
| 2011. december 12. 20.00 | 1× 3× | Jegyzőkönyv | 2× 3×     | São Bernardo do Campo Nézőszám: 200 Játékvezetők: Abid, Chaouch (tunéziaiak) |

### A 17–20. helyért
| 2011. december 11. 11.45 | Németország  | 37–14       | Kazahsztán   | São Paulo Nézőszám: 100 Játékvezetők: Arntsen, Gullaksen (norvégok) |
| 2011. december 11. 11.45 | Nadgornaja 6 | (15–6)      | Volnukhina 6 | São Paulo Nézőszám: 100 Játékvezetők: Arntsen, Gullaksen (norvégok) |
| 2011. december 11. 11.45 | 2×           | Jegyzőkönyv | 5× 3× 1×     | São Paulo Nézőszám: 100 Játékvezetők: Arntsen, Gullaksen (norvégok) |

| 2011. december 11. 14.30 | Tunézia    | 34–17       | Uruguay | São Paulo Nézőszám: 100 Játékvezetők: García, Marin (spanyolok) |
| 2011. december 11. 14.30 | Elghaoui 9 | (14–10)     | Palla 4 | São Paulo Nézőszám: 100 Játékvezetők: García, Marin (spanyolok) |
| 2011. december 11. 14.30 | 3×         | Jegyzőkönyv | 4× 3×   | São Paulo Nézőszám: 100 Játékvezetők: García, Marin (spanyolok) |

#### A 19. helyért
| 2011. december 12. 11.45 | Kazahsztán    | 31–22       | Uruguay  | São Paulo Nézőszám: 100 Játékvezetők: Menezes, Pinto (brazilok) |
| 2011. december 12. 11.45 | Volnukhina 12 | (17–9)      | Castro 8 | São Paulo Nézőszám: 100 Játékvezetők: Menezes, Pinto (brazilok) |
| 2011. december 12. 11.45 | 4× 3×         | Jegyzőkönyv | 4× 3×    | São Paulo Nézőszám: 100 Játékvezetők: Menezes, Pinto (brazilok) |

#### A 17. helyért
| 2011. december 12. 17.15 | Németország   | 33–25       | Tunézia   | São Paulo Nézőszám: 800 Játékvezetők: Marina, Minore (argentinok) |
| 2011. december 12. 17.15 | Nadgornaja 11 | (16–14)     | Chebbah 5 | São Paulo Nézőszám: 800 Játékvezetők: Marina, Minore (argentinok) |
| 2011. december 12. 17.15 | 3× 2×         | Jegyzőkönyv | 2× 3×     | São Paulo Nézőszám: 800 Játékvezetők: Marina, Minore (argentinok) |

### Egyenes kieséses szakasz

#### Nyolcaddöntők
| 2011. december 11. 14.30 | Dél-Korea        | 29–30       | Angola     | Santos Nézőszám: 600 Játékvezetők: Bonaventura, Bonaventura (franciák) |
| 2011. december 11. 14.30 | Cshö Imdzsong 10 | (13–13)     | L. Kiala 7 | Santos Nézőszám: 600 Játékvezetők: Bonaventura, Bonaventura (franciák) |
| 2011. december 11. 14.30 | 7× 2×            | Jegyzőkönyv | 2× 3×      | Santos Nézőszám: 600 Játékvezetők: Bonaventura, Bonaventura (franciák) |

| 2011. december 11. 14.30 | Oroszország | 30–19       | Izland        | Barueri Nézőszám: 400 Játékvezetők: Marina, Minore (argentinok) |
| 2011. december 11. 14.30 | Posztnova 7 | (15–12)     | Knútsdóttir 4 | Barueri Nézőszám: 400 Játékvezetők: Marina, Minore (argentinok) |
| 2011. december 11. 14.30 | 5× 4×       | Jegyzőkönyv | 5× 4×         | Barueri Nézőszám: 400 Játékvezetők: Marina, Minore (argentinok) |

| 2011. december 11. 17.15 | Norvégia | 34–22       | Hollandia               | Santos Nézőszám: 700 Játékvezetők: Menezes, Pinto (brazilok) |
| 2011. december 11. 17.15 | Løke 8   | (15–11)     | van der Heijden, Bont 5 | Santos Nézőszám: 700 Játékvezetők: Menezes, Pinto (brazilok) |
| 2011. december 11. 17.15 | 4× 3×    | Jegyzőkönyv | 4× 3×                   | Santos Nézőszám: 700 Játékvezetők: Menezes, Pinto (brazilok) |

| 2011. december 11. 17.15 | Montenegró  | 19–23       | Spanyolország | Barueri Nézőszám: 400 Játékvezetők: Gjeding, Hansen (dánok) |
| 2011. december 11. 17.15 | Jovanović 5 | (9–11)      | E. Pinedo 7   | Barueri Nézőszám: 400 Játékvezetők: Gjeding, Hansen (dánok) |
| 2011. december 11. 17.15 | 3× 4×       | Jegyzőkönyv | 2× 2×         | Barueri Nézőszám: 400 Játékvezetők: Gjeding, Hansen (dánok) |

| 2011. december 12. 14.30 | Svédország            | 23–26       | Franciaország | São Paulo Nézőszám: 400 Játékvezetők: Gubica, Milošević (horvátok) |
| 2011. december 12. 14.30 | Torstenson, Gulldén 5 | (15–12)     | Baudouin 6    | São Paulo Nézőszám: 400 Játékvezetők: Gubica, Milošević (horvátok) |
| 2011. december 12. 14.30 | 2× 3×                 | Jegyzőkönyv | 3× 3×         | São Paulo Nézőszám: 400 Játékvezetők: Gubica, Milošević (horvátok) |

| 2011. december 12. 14.30 | Románia | 27–28       | Horvátország | São Bernardo do Campo Nézőszám: 300 Játékvezetők: Kliko, Johansson (svédek) |
| 2011. december 12. 14.30 | Șoit 6  | (18–15)     | Penezić 6    | São Bernardo do Campo Nézőszám: 300 Játékvezetők: Kliko, Johansson (svédek) |
| 2011. december 12. 14.30 | 5× 3×   | Jegyzőkönyv | 4× 4×        | São Bernardo do Campo Nézőszám: 300 Játékvezetők: Kliko, Johansson (svédek) |

| 2011. december 12. 17.15 | Dánia      | 23–22 (h. u.)   | Japán   | São Bernardo do Campo Nézőszám: 500 Játékvezetők: Cohen, Peretz (izraeliek) |
| 2011. december 12. 17.15 | Troelsen 6 | (9–11, 19 – 19) | Fudzsii | São Bernardo do Campo Nézőszám: 500 Játékvezetők: Cohen, Peretz (izraeliek) |
| 2011. december 12. 17.15 | 4× 4×      | Jegyzőkönyv     | 1× 3×   | São Bernardo do Campo Nézőszám: 500 Játékvezetők: Cohen, Peretz (izraeliek) |

| 2011. december 12. 20.00 | Brazília         | 35–22       | Elefántcsontpart | São Paulo Nézőszám: 4000 Játékvezetők: Hizaki, Ikebucsi (JPN) |
| 2011. december 12. 20.00 | do Nascimento 10 | (15–8)      | Mambo 8          | São Paulo Nézőszám: 4000 Játékvezetők: Hizaki, Ikebucsi (JPN) |
| 2011. december 12. 20.00 | 1× 2×            | Jegyzőkönyv | 1× 3× 1×         | São Paulo Nézőszám: 4000 Játékvezetők: Hizaki, Ikebucsi (JPN) |

#### Negyeddöntők
| 2011. december 14. 11.45 | Oroszország | 23–25       | Franciaország | São Paulo Nézőszám: 2 000 Játékvezetők: García, Marin (spanyolok) |
| 2011. december 14. 11.45 | Turej 7     | (12–13)     | Lacrabère 5   | São Paulo Nézőszám: 2 000 Játékvezetők: García, Marin (spanyolok) |
| 2011. december 14. 11.45 | 5× 3×       | Jegyzőkönyv | 4× 3×         | São Paulo Nézőszám: 2 000 Játékvezetők: García, Marin (spanyolok) |

| 2011. december 14. 14.30 | Angola   | 23–28       | Dánia      | São Paulo Nézőszám: 2 000 Játékvezetők: Gatelis, Mazeika (litvánok) |
| 2011. december 14. 14.30 | Carlos 7 | (11–15)     | Nørgaard 7 | São Paulo Nézőszám: 2 000 Játékvezetők: Gatelis, Mazeika (litvánok) |
| 2011. december 14. 14.30 | 2× 1×    | Jegyzőkönyv | 4× 3×      | São Paulo Nézőszám: 2 000 Játékvezetők: Gatelis, Mazeika (litvánok) |

| 2011. december 14. 17.15 | Horvátország | 25–30       | Norvégia | São Paulo Nézőszám: 1300 Játékvezetők: Al Suwaidi, Bumatraf (katariak) |
| 2011. december 14. 17.15 | Penezić 4    | (12–16)     | Løke 8   | São Paulo Nézőszám: 1300 Játékvezetők: Al Suwaidi, Bumatraf (katariak) |
| 2011. december 14. 17.15 | 5× 4×        | Jegyzőkönyv | 5× 3×    | São Paulo Nézőszám: 1300 Játékvezetők: Al Suwaidi, Bumatraf (katariak) |

| 2011. december 14. 20.00 | Spanyolország | 27–26       | Brazília                   | São Paulo Nézőszám: 6000 Játékvezetők: Gjeding, Hansen (DEN) |
| 2011. december 14. 20.00 | Martín 8      | (19–17)     | do Nascimento, Cavaleiro 7 | São Paulo Nézőszám: 6000 Játékvezetők: Gjeding, Hansen (DEN) |
| 2011. december 14. 20.00 | 5× 3×         | Jegyzőkönyv | 6× 4×                      | São Paulo Nézőszám: 6000 Játékvezetők: Gjeding, Hansen (DEN) |

#### Az 5–8. helyért
| 2011. december 16. 11.45 | Oroszország | 41–31       | Angola      | São Paulo Nézőszám: 200 Játékvezetők: Coulibaly, Diabate (elefántcsontpartiak) |
| 2011. december 16. 11.45 | Sipilova 6  | (17–18)     | Calandula 5 | São Paulo Nézőszám: 200 Játékvezetők: Coulibaly, Diabate (elefántcsontpartiak) |
| 2011. december 16. 11.45 | 5× 1×       | Jegyzőkönyv | 5× 3×       | São Paulo Nézőszám: 200 Játékvezetők: Coulibaly, Diabate (elefántcsontpartiak) |

| 2011. december 16. 14.30 | Horvátország | 31–32       | Brazília        | São Paulo Nézőszám: 200 Játékvezetők: Kliko, Johansson (svédek) |
| 2011. december 16. 14.30 | Penezić 10   | (15–14)     | do Nascimento 7 | São Paulo Nézőszám: 200 Játékvezetők: Kliko, Johansson (svédek) |
| 2011. december 16. 14.30 | 4× 3×        | Jegyzőkönyv | 4× 3×           | São Paulo Nézőszám: 200 Játékvezetők: Kliko, Johansson (svédek) |

#### Elődöntők
| 2011. december 16. 17.15 | Franciaország | 28–23       | Dánia       | São Paulo Nézőszám: 1500 Játékvezetők: Gubica, Milošević (horvátok) |
| 2011. december 16. 17.15 | Lacrabère 10  | (14–12)     | Jørgensen 7 | São Paulo Nézőszám: 1500 Játékvezetők: Gubica, Milošević (horvátok) |
| 2011. december 16. 17.15 | 3× 3×         | Jegyzőkönyv | 5× 2×       | São Paulo Nézőszám: 1500 Játékvezetők: Gubica, Milošević (horvátok) |

| 2011. december 16. 20.00 | Norvégia | 30–22       | Spanyolország | São Paulo Nézőszám: 2 500 Játékvezetők: Gatelis, Mazeika (litvánok) |
| 2011. december 16. 20.00 | Løke 7   | (16–9)      | Aguilar 6     | São Paulo Nézőszám: 2 500 Játékvezetők: Gatelis, Mazeika (litvánok) |
| 2011. december 16. 20.00 | 4× 3×    | Jegyzőkönyv | 3× 4×         | São Paulo Nézőszám: 2 500 Játékvezetők: Gatelis, Mazeika (litvánok) |

#### A 7. helyért
| 2011. december 18. 11.45 | Angola             | 29–32       | Horvátország | São Paulo Nézőszám: 500 Játékvezetők: Arntsen, Gullaksen (norvégok) |
| 2011. december 18. 11.45 | L. Kiala, Carlos 7 | (12–14)     | Zebić 11     | São Paulo Nézőszám: 500 Játékvezetők: Arntsen, Gullaksen (norvégok) |
| 2011. december 18. 11.45 | 2× 3×              | Jegyzőkönyv | 3× 2×        | São Paulo Nézőszám: 500 Játékvezetők: Arntsen, Gullaksen (norvégok) |

#### Az 5. helyért
| 2011. december 18. 09.00 | Oroszország | 20–36       | Brazília        | São Paulo Nézőszám: 1500 Játékvezetők: Bonaventura, Bonaventura (franciák) |
| 2011. december 18. 09.00 | Bliznova 5  | (11–18)     | do Nascimento 8 | São Paulo Nézőszám: 1500 Játékvezetők: Bonaventura, Bonaventura (franciák) |
| 2011. december 18. 09.00 | 3× 4×       | Jegyzőkönyv | 3× 2×           | São Paulo Nézőszám: 1500 Játékvezetők: Bonaventura, Bonaventura (franciák) |

#### Bronzmérkőzés
| 2011. december 18. 14.30 | Dánia      | 18–24       | Spanyolország | São Paulo Nézőszám: 2 000 Játékvezetők: Cohen, Peretz (izraeliek) |
| 2011. december 18. 14.30 | Nørgaard 4 | (9–9)       | Martín 10     | São Paulo Nézőszám: 2 000 Játékvezetők: Cohen, Peretz (izraeliek) |
| 2011. december 18. 14.30 | 4× 4×      | Jegyzőkönyv | 3× 3×         | São Paulo Nézőszám: 2 000 Játékvezetők: Cohen, Peretz (izraeliek) |

#### Döntő
| 2011. december 18. 17.15 | Franciaország    | 24–32       | Norvégia    | São Paulo Nézőszám: 4 000 Játékvezetők: Gubica, Milošević (horvátok) |
| 2011. december 18. 17.15 | Spincer, Mendy 4 | (13–19)     | Borgersen 6 | São Paulo Nézőszám: 4 000 Játékvezetők: Gubica, Milošević (horvátok) |
| 2011. december 18. 17.15 | 5× 3×            | Jegyzőkönyv | 2× 3×       | São Paulo Nézőszám: 4 000 Játékvezetők: Gubica, Milošević (horvátok) |

| A 2011-es női kézilabda-világbajnokság győztese |
| ----------------------------------------------- |
| · Norvégia · 2. cím                             |

### Végeredmény
A hazai csapat eltérő háttérszínnel kiemelve.

| Helyezés | Nemzet           | M | Gy | D | V | G+  | G–  | Gk   | P  |
| -------- | ---------------- | - | -- | - | - | --- | --- | ---- | -- |
| Arany    | Norvégia         | 9 | 8  | 0 | 1 | 278 | 201 | +77  | 16 |
| Ezüst    | Franciaország    | 9 | 7  | 0 | 2 | 268 | 204 | +64  | 14 |
| Bronz    | Spanyolország    | 9 | 7  | 0 | 2 | 247 | 201 | +46  | 14 |
| 4.       | Dánia            | 9 | 7  | 0 | 2 | 240 | 175 | +65  | 14 |
|          |                  |   |    |   |   |     |     |      |    |
| 5.       | Brazília         | 9 | 8  | 0 | 1 | 291 | 228 | +63  | 16 |
| 6.       | Oroszország      | 9 | 7  | 0 | 2 | 295 | 210 | +85  | 14 |
| 7.       | Horvátország     | 9 | 6  | 0 | 3 | 266 | 220 | +46  | 12 |
| 8.       | Angola           | 9 | 4  | 0 | 5 | 242 | 259 | –17  | 8  |
|          |                  |   |    |   |   |     |     |      |    |
| 9.       | Svédország       | 6 | 3  | 0 | 3 | 164 | 123 | +41  | 6  |
| 10.      | Montenegró       | 6 | 3  | 0 | 3 | 162 | 138 | +24  | 6  |
| 11.      | Dél-Korea        | 6 | 3  | 0 | 3 | 193 | 154 | +39  | 6  |
| 12.      | Izland           | 6 | 3  | 0 | 3 | 128 | 142 | –14  | 6  |
| 13.      | Románia          | 6 | 2  | 1 | 3 | 166 | 183 | –17  | 5  |
| 14.      | Japán            | 6 | 2  | 1 | 3 | 160 | 179 | –19  | 5  |
| 15.      | Hollandia        | 6 | 2  | 0 | 4 | 186 | 176 | +10  | 4  |
| 16.      | Elefántcsontpart | 6 | 2  | 0 | 4 | 140 | 180 | –40  | 4  |
|          |                  |   |    |   |   |     |     |      |    |
| 17.      | Németország      | 7 | 4  | 0 | 3 | 190 | 165 | +25  | 8  |
| 18.      | Tunézia          | 7 | 2  | 0 | 5 | 200 | 200 | 0    | 4  |
| 19.      | Kazahsztán       | 7 | 2  | 0 | 5 | 158 | 192 | –34  | 4  |
| 20.      | Uruguay          | 7 | 1  | 0 | 6 | 121 | 224 | –103 | 2  |
|          |                  |   |    |   |   |     |     |      |    |
| 21.      | Kína             | 7 | 2  | 0 | 5 | 173 | 201 | –28  | 4  |
| 22.      | Kuba             | 7 | 1  | 0 | 6 | 173 | 222 | –49  | 2  |
| 23.      | Argentína        | 7 | 1  | 0 | 6 | 127 | 172 | –45  | 2  |
| 24.      | Ausztrália       | 7 | 0  | 0 | 7 | 75  | 294 | –219 | 0  |